# Bolęcin (Przysucha)
Pour les articles homonymes, voir Bolęcin.
Bolęcin (prononciation : [bɔˈlɛnt͡ɕin]) est un village polonais de la gmina de Borkowice dans le powiat de Przysucha de la voïvodie de Mazovie dans le centre-est de la Pologne.
Il se situe à environ 2 kilomètres à l'ouest de Borkowice (siège de la gmina), 7 kilomètres au sud-est de Przysucha (siège du powiat) et à 103 kilomètres au sud de Varsovie (capitale de la Pologne).

## Histoire
De 1975 à 1998, le village appartenait administrativement à la voïvodie de Radom.